# 马塞尔·朱诺
马塞尔·朱诺（Marcel Junod，1904年5月14日—1961年6月16日）是一名瑞士籍医生，也是红十字国际委员会历史上最有成就的一线代表之一。从医学院毕业之后，他在法国米卢斯做了一阵外科医生，然后他就成为红十字国际委员会的代表，并在第二次意大利-阿比西尼亚战争期间被派往埃塞俄比亚，在西班牙内战期间被派往西班牙，在第二次世界大战期间被派往欧洲其他国家和日本。1947年，他将自己的经历写成了《没有武器的战士》 一书。二战后，他为联合国儿童基金会工作，担任驻中国的首席代表，他于1950年返回欧洲定居。他在日内瓦州立医院创立了麻醉科并成为日内瓦大学麻醉学的首位教授。1952年，他成为红十字国际委员会委员，在为红十字国际委员会执行了更多任务之后，他于1959年成为该组织的副主席直至他于1961年去世。

## 生平

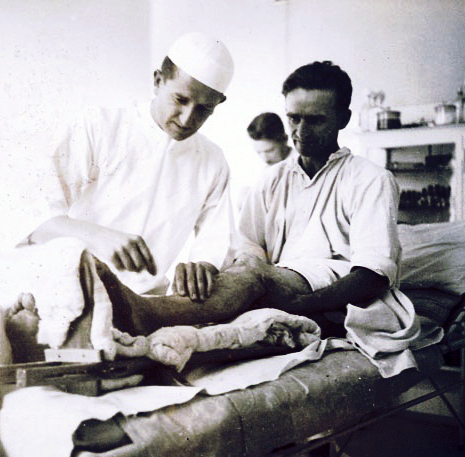
马塞尔·朱诺在米卢斯是一名实习生。 (©Benoit Junod, Switzerland)

马塞尔·朱诺生于瑞士纳沙泰尔，他的父亲里夏尔·萨米埃尔·朱诺（1868–1919）和母亲让娜·玛格丽特·博内（1866–1952）共有7个孩子，他行五。他的父亲是纳沙泰尔独立新教教堂的牧师，最早在比利时的开矿村庄工作，后来在瑞士纳沙泰尔和拉绍德封附近的贫困社区工作。朱诺童年的大部分时光就是在拉绍德封度过的。他的父亲去世后，他们一家人回到母亲的故乡日内瓦。根据当时的法律规定，朱诺和他的两个妹妹获得了日内瓦公民的身份。为了谋生，他的母亲和阿姨开了一间家庭旅馆。
1923年朱诺完成了大学学业，获得了日内瓦卡尔文大学的学士学位，与红十字创始人亨利·杜南是校友。作为学生，他志愿参加慈善工作，并成为驻日内瓦的俄罗斯儿童救援运动的负责人。在他的叔父亨利-亚历山大·朱诺的慷慨资助下，他能够追求自己的梦想，在日内瓦和斯特拉斯堡学习医学，并于1929年获得医学学位。他选择接受外科手术领域的专业训练，并在日内瓦和法国米卢斯（1931–1935）的医院里做实习生。1935年他在米卢斯完成了实习培训，开始担任米卢斯医院外科诊所的负责人。

## 作为红十字国际委员会代表

### 第二次意大利-阿比西尼亚战争1935/1936

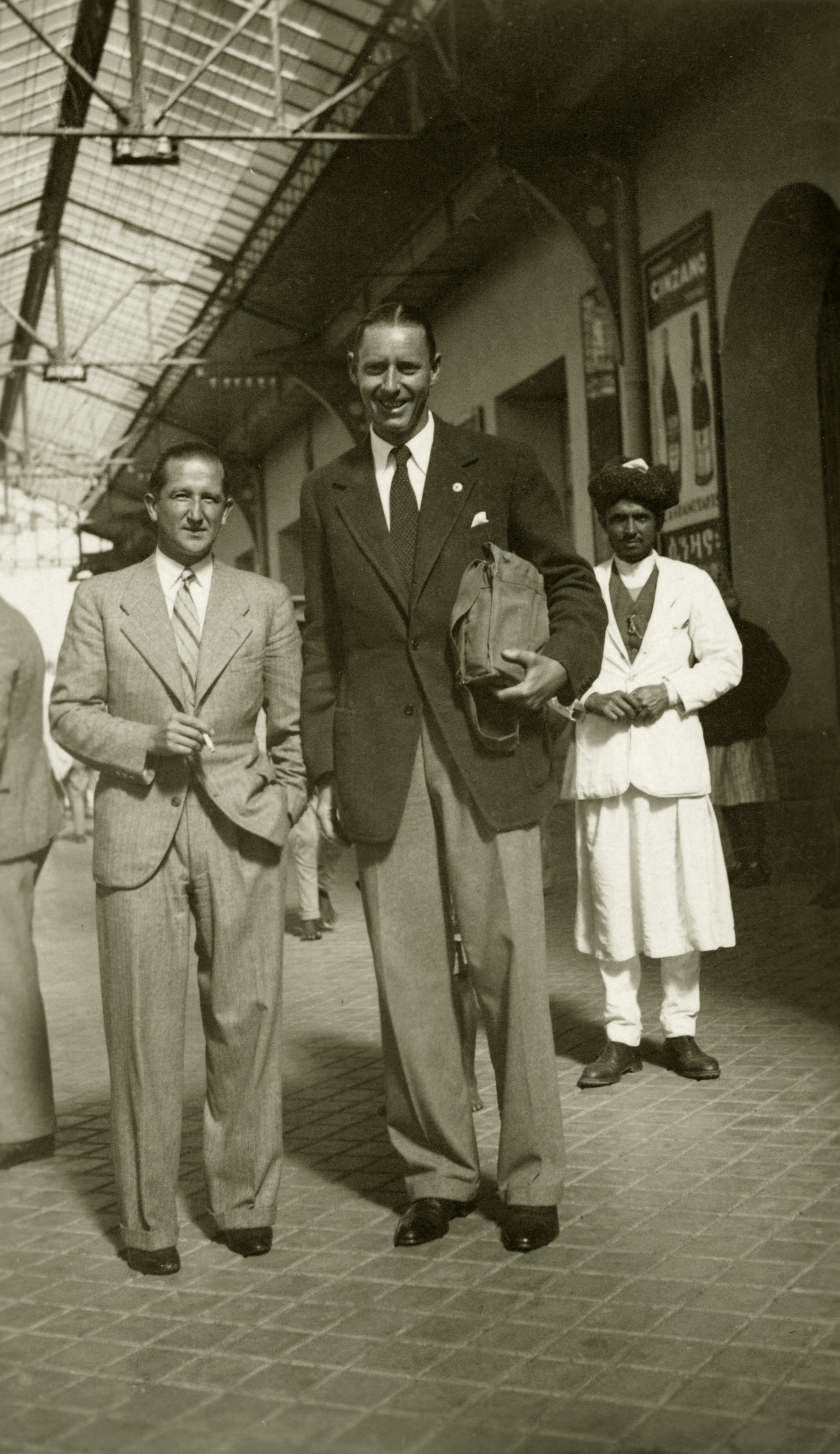
马塞尔·朱诺和悉尼·布朗在亚的斯亚贝巴。 (©Benoit Junod, Switzerland)

意大利入侵埃塞俄比亚后，1935年10月15日，朱诺马上接到了日内瓦一个朋友的电话，推荐他作为红十字国际委员会代表前往埃塞俄比亚。在米卢斯诊所首席医生的鼓励下，他接受了这个提议，并很快与另一位红十字国际委员会代表悉尼·布朗一起启程前往亚的斯亚贝巴。他在埃塞俄比亚一直待到1936年5月阿比西尼亚战争结束。
由于具有法律经验，悉尼·布朗协助埃塞俄比亚建立有效的国家红会。而朱诺的主要工作是维护和协调由埃及、芬兰、英国、荷兰、挪威和瑞典红十字会提供的红十字救护车。在战争爆发之前刚刚建立的埃塞俄比亚红十字会接受了红十字国际委员会和红十字会联盟的支持，但因为意大利没有接受红十字国际委员会提供帮助的请求，意大利红十字会却拒绝合作。
朱诺在战争期间遇到的最大困难之一是意大利军队和埃塞俄比亚武装团体对红十字救护车的袭击。1935年12月30日，一辆瑞典救护车遭到轰炸，28名红十字工作者和患者丧生，50人受伤。他也见证了这场战争中由于交战双方在科技能力上的巨大差异而导致的多个可怕场景。他目睹了意大利空军对德西埃的轰炸，在德盖哈布尔和（Sassabaneh）镇对平民使用芥子气，以及在战争后期亚的斯亚贝巴的陷落。

### 西班牙内战1936-1939

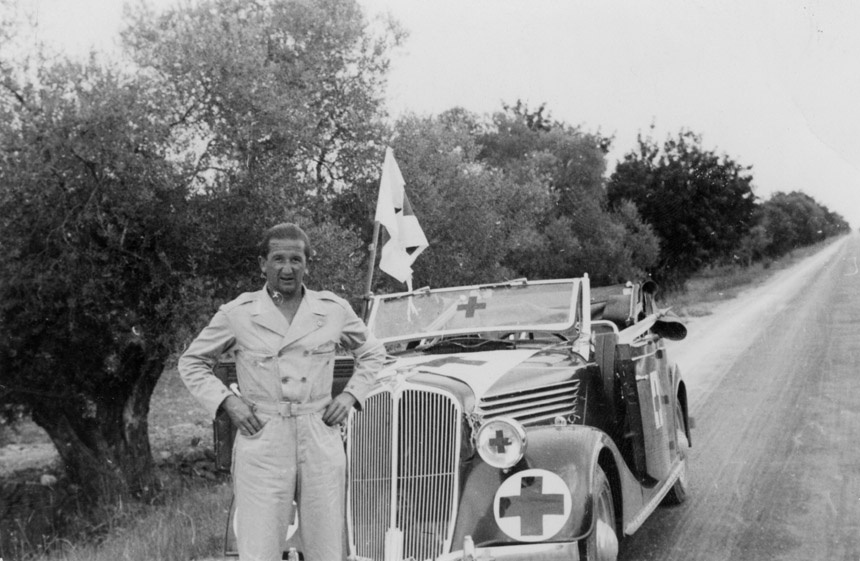
马塞尔·朱诺在西班牙内战期间 (©Benoit Junod, Switzerland)

1936年7月，红十字国际委员会想找一名代表前往内战刚刚爆发的西班牙开展调查。朱诺再次被选中。红十字国际委员会最初计划任务只需要3周时间，他最终却在那里待了3年多，红十字国际委员会扩展了行动，在朱诺的带领下，该组织在意大利全国各地派驻了9名代表。
由于《日内瓦公约》不适用于内战，红十字的活动受到了阻碍。朱诺提议创立一个由红十字国际委员会和交战方代表组成的委员会，但交战方不同意。按照朱诺的设想，委员会可以协调被俘妇女和儿童的释放行动、中立国际区的设立以及战俘名单的编纂。
虽然红十字在这场冲突中开展工作的法律基础有些模糊，但朱诺成功说服交战方签署并实施了一系列有关战俘交换和其他事宜的协议，因此挽救了很多生命。在巴塞罗那陷落之前，他成功促成了5000多名因巴塞罗那战斗而面临生命危险的战俘的获释。对于战俘和失踪人员，他还通过红十字卡片系统进行调查和信息交流，这是首次在内战中使用这一系统。到战争结束时，红十字国际委员会已经协助交换了500万张卡片。

### 第二次世界大战1939-1945
第二次世界大战爆发后，红十字国际委员会的一封信将朱诺召唤回日内瓦，他辞去了瑞士军队医务官的职务，再次成为红十字国际委员会代表。1939年9月16日，他在柏林开始执行任务，此后很长时间，他一直是红十字国际委员会驻德国（及其很快成为被占领土的地区）的唯一代表。到任仅仅11天，9月27日，他就探视了关押波兰战俘的营地。1940年6月，他成功阻止了对法国战俘执行死刑的一系列威胁，当时由于有关于德国伞兵被执行死刑的传闻，德军想要进行报复。在红十字国际委员会设于日内瓦的中央战俘局的支持下，他再次进行了有关战俘信息的转发和交换。

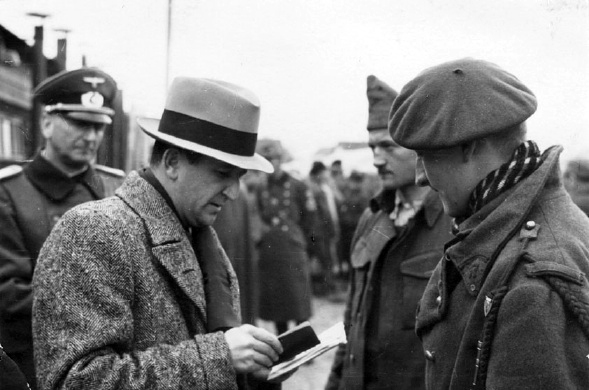
马塞尔·朱诺在德国探视战俘(©Benoit Junod, Switzerland)

二战期间，他的核心任务就是在战俘营中监督对《日内瓦公约》的遵守情况，并在被占领土监督为平民分发日常用品和医疗用品的情况。但有关平民的工作并不是红十字国际委员会的法定义务，那时《日内瓦第四公约》尚未颁布。为了给这些工作提供后勤支持，朱诺首次使用红十字船只（明显标有红十字国际委员会的中立标志）来提供所需物资。例如，比利时、土耳其和瑞典都提供了一些船只。遗憾的是，1942年6月9日，虽然标有中立标志，但一艘船只还是被意大利飞机击沉。
1944年12月，朱诺与妻子厄热涅·佩雷（1915-1970）结婚。他短暂地中止了代表的工作，在日内瓦总部工作了一段时间，但1945年6月他又被派往日本，于8月9日抵达东京。他最初的任务是探视日本营地中的战俘并监督在日本领土上对《日内瓦公约》的遵守情况。他去日本执行任务时，他的妻子正在家中待产。
美国在广岛（1945年8月6日）和长崎（1945年8月9日）投放原子弹和日本投降之后，朱诺组织了战俘营的疏散工作，并帮助同盟军救援常常身负重伤的被关押者。8月30日，他收到一些照片和一封电报，描述了广岛的情况。他迅速安排救援行动，9月8日，他成为第一个抵达现场的外国医生。随行的有一支美国调查队，两名日本医生，他们还带来了15吨医疗用品。他在那里待了5天，走访了所有大医院，分发物资，并亲自救治患者。他提供给红十字国际委员会的照片是首批送达欧洲的关于广岛的照片中的一部分。

## 第二次世界大战之后的生活
他一直在日本以及周边其他亚洲国家工作，一直到1946年4月他才得以返回瑞士，错过了1945年10月儿子贝努瓦的出生。他回来之后，撰写了《没有武器的战士》。他用非常具有个人色彩的语言，描述了他作为红十字国际委员会代表被派驻各地的经历。该书还出版了德语、西班牙语、丹麦语、瑞典语、荷兰语、日语和塞尔维亚-克罗地亚语版本。2006年，近60年之后，才发表了意大利语版本。红十字国际委员会曾多次重印该书的英语、法语和西班牙语版。这本书有时被称为“所有红十字国际委员会年轻代表的枕边书”。
从1948年1月至1949年4月，在联合国儿童基金会执行官莫里斯·佩特（Maurice Pate）的邀请下，朱诺作为联合国儿童基金会的代表在中国积极开展工作。然而由于疾病他不能长时间站立，他不得不缩短任期，也不得不拒绝了世界卫生组织的邀约并放弃了作为一名外科医生的职业生涯。他决定成为麻醉学专家，这样他可以坐着工作。由于需要另外的培训和教育，他来到了巴黎和伦敦，1951年他返回日内瓦开始接诊。自从在米卢斯的医院工作之后，这是他再一次能够作为一名医生有规律的工作。1953年，他说服日内瓦州立医院开设麻醉科，他后来成为麻醉科主任。他最终得以将所有时间精力投入到医学研究中，并在多个医学杂志和会议上展示了自己的研究成果。

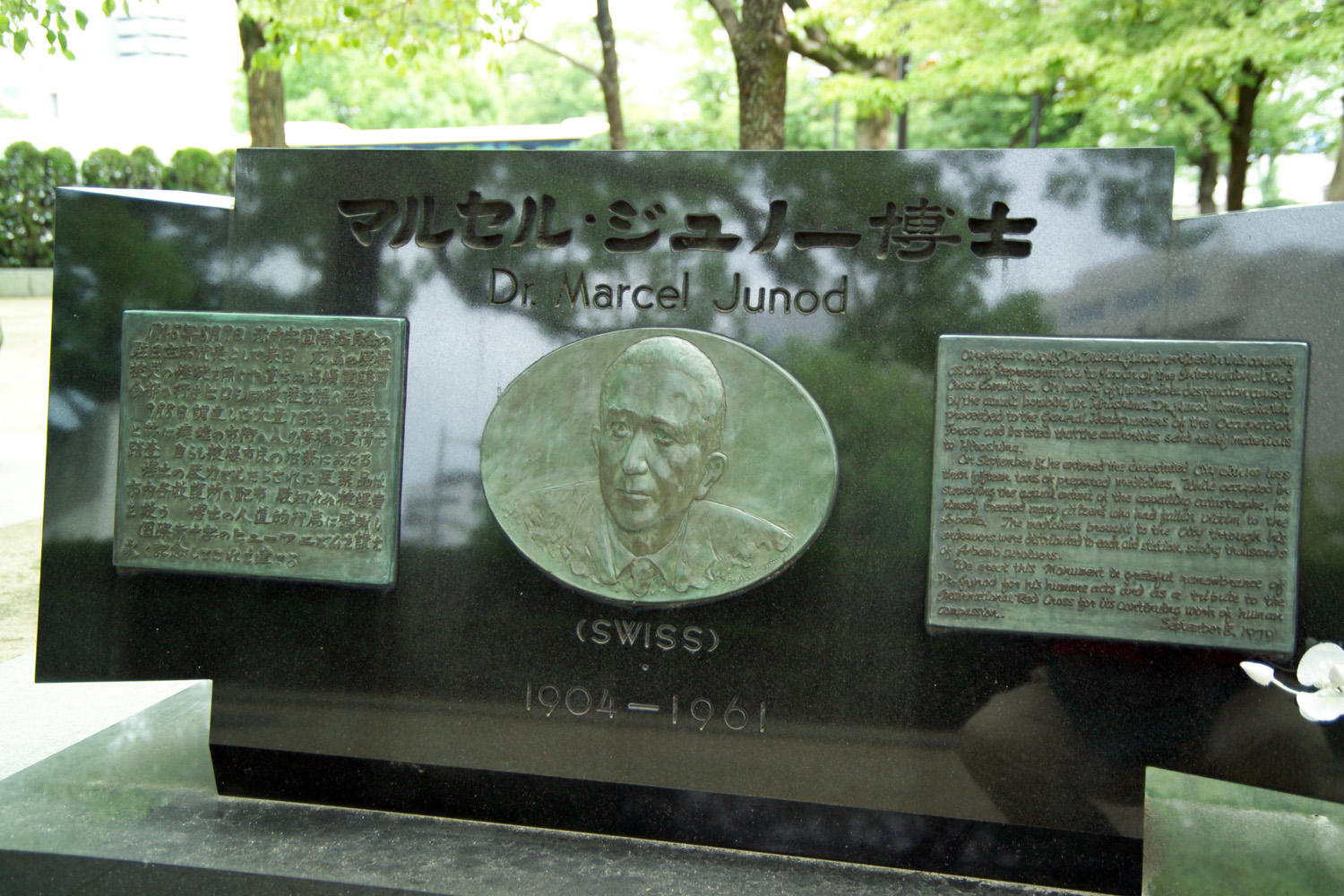
广岛纪念和平公园中马塞尔·朱诺的纪念碑

1946年，美国希望将“自由勋章”颁发给朱诺，表彰他在日本为同盟军战俘所开展的工作，但由于有这样的规定：服务于军队的瑞士公民不能接受国外的勋章，他未能接受这一勋章。1950年，他由于广泛的人道服务而获得了瑞典卡尔王子和平金质奖章。1952年10月23日，他被选为红十字国际委员会委员，并月1959年当选为副主席。1953年年初，他在日内瓦附近一个美丽的小村庄吕利耶（Lullier）定居，以便从作为医生和红十字国际委员会委员的双重负担中寻找片刻安宁。他所有的假期几乎都是与他在西班牙执行任务时结识的朋友们在巴塞罗那一起度过的。他作为红十字国际委员会委员前往布达佩斯、维也纳、开罗和其他地方出差。1957年他在新德里参加红十字国际大会，1960年，他走访了苏联、泰国、韩国、日本、加拿大和美国的红十字会。1960年12月，他被任命为日内瓦大学医学院麻醉学教授。

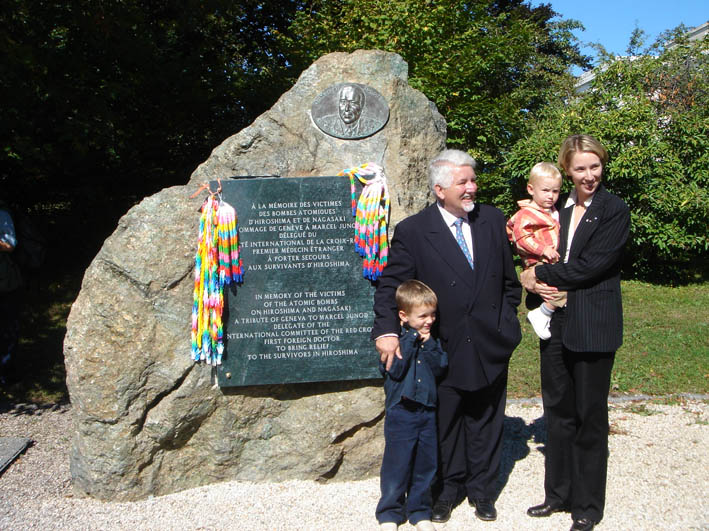
朱诺医生的儿子贝努瓦·朱诺和家人在日内瓦纪念碑前。(©Benoit Junod, Switzerland)

马塞尔·朱诺于1961年6月16日在日内瓦因心脏病去世，当时他正作为麻醉师在做手术。红十字国际委员会收到了来自世界各地的3000多封吊唁信件。同年，日本政府向他追颁了“瑞宝章”。1979年9月8日，在广岛和平公园，朱诺的纪念碑揭幕。每年在他的忌日，都会在纪念碑前举行纪念活动。2005年9月13日，他离开广岛60年后，日内瓦市和州政府也为朱诺设立了纪念碑。